# Тупак Амару II
Вижте пояснителната страница за други личности с името Тупак.
Хосе Габриел Кондорканки Ногера или Тупак Амару II (на испански: José Gabriel Condorcanqui y Noguera; роден на 19 март 1742 г. в Тинта, починал на 18 май 1781 г. в Куско) е водач на индианско въстание срещу испанците.

## Биография
Потомък на последния крал на инките – Тупак Амару (1545 – 1572), той получава образование в йезуитското училище „Сан Франсиско де Борха“ в Куско. След това учи изкуство в университета в Лима. По късно започва да се занимава с превоз на търговски стоки и постепенно успява да се замогне.
На 4 ноември 1780 г. той заедно с няколко негови съмишленици отвличат високопоставения испански чиновник Антонио де Ариага. Тези събития слагат началото на въстание срещу испанската власт. Тъй като на грешката на нейните организатори и конфликт на интереси между индианци, креоли и метиси въстанието бързо е смазано. По-късно Тупак Амару II е заловен и осъден на смърт чрез разчекване. Преди да бъде екзекутиран, е принуден да гледа смъртта на своята съпруга, най-големия си син Иполит, чичо си, брат си и някои от по-изтъкнатите бунтовници.
Тупак Амару II е екзекутиран на централния площад „Плаза де Армас" в Куско.
Тупак Амару II се превръща в символ и модел за множество политически групи в Перу. Неговото име приема перуанската марксистка групировка „Революционно движение Тупак Амару“, както и организацията „Тупамарос“ в Уругвай.